# Ellen Rocche
Ellen Rocche (São Paulo, 19 luglio 1979) è un'attrice brasiliana.

## Filmografia parziale

### Cinema
- Muita calma nessa hora, regia di Felipe Joffily (2010)
- O candidato honesto, regia di Roberto Santucci (2014)

### Televisione
- Metamorphoses - serie TV, 122 episodi (2004)
- O Astro - serie TV, 18 episodi (2011)
- Guerra dos sexos - serie TV (2012)